# メドヴェジイ諸島
メドヴェジイ諸島(メドヴェジイしょとう、ロシア語: Медвежьи острова、サハ語: Эһэлээх арыылар)は、北極海の一部である東シベリア海に位置するロシア連邦領の6つの島から構成されている島嶼群である。1710年にコサックにより発見された。